# Herbert Beister
Herbert Beister (* 30. Dezember 1924 in  Königsberg i. Pr.; † 23. April 2012 in Essen) war ein deutscher Tiefbauingenieur.

## Leben
Als Schüler der Burgschule (Königsberg) wurde Beister 1942 zur Luftwaffe (Wehrmacht) einberufen und zum Jagdflieger ausgebildet. Seinem Fliegerkameraden Hans-Ulrich Rudel blieb er bis zu dessen Tod verbunden. Nach Kriegsende kam Beister für einige Monate in US-amerikanische Kriegsgefangenschaft. Über  München kam er nach Oldenburg (Oldenburg), wo er seine Familie wiederfand. Er erwarb als Autodidakt die Hochschulreife und studierte Tiefbau an der  Landesbaugewerkschule Darmstadt und der  Fachhochschule Oldenburg.
Als Diplom-Ingenieur bei der Friedrich Krupp AG baute er ein Hüttenwerk in Indien. 1961 wechselte er zur Gutehoffnungshütte, wo er den Aufstieg seines  ostpreußischen Landsmannes Dietrich Wilhelm von Menges begleitete. Als Geschäftsführer bei Ferrostaal betrieb er weltweit die Akquisition für seine Firma. 1966 baute er eine Reifenfabrik und ein Stahlwerk in Indonesien, 1990 eine Aluminiumhütte in Nigeria.
Mit einer Sondergenehmigung des damaligen sowjetischen Außenministers besuchte Beister 1989 seine Heimatstadt am Pregel. Als er 1990 nach der Perestroika zum zweiten Besuch kam, gründete er mit v. Menges und Friedrich von der Groeben die Stiftung Königsberg. Vom Bundesinnenministerium unterstützt, verwirklichte sie als erstes Projekt das Deutsch-Russische Haus (Kaliningrad). Zugleich nahm Beister die Initiative von Igor Alexandrowitsch Odinzow zum Wiederaufbau des Doms auf und gründete die Arbeitsgemeinschaft  Wiederaufbau Königsberger Dom. Er ermöglichte auch die Wiedererrichtung des  Herzog Albrecht-Denkmals.
Frühzeitig half er bei der Modernisierung der Baltischen Föderalen Universität Immanuel Kant, indem er moderne Computer bereitstellte  und Gastprofessuren aus dem Westen förderte. Von ihm betrieben, geriet die 450-Jahr-Feier der Albertina im Jahre 1994 nach dem Deutsch-Russischen Haus zum zweiten großen Gemeinschaftserfolg. Wilhelm von Gottberg berichtete bei der BJO-Frühjahrsseminar „Deutschland und Ostpreußen im 20. Jahrhundert“ vom 20. bis 22. Februar 2015 im Ostheim bei Bad Pyrmont Michail Sergejewitsch Gorbatschow habe ihn 1991 als Mittler zu Helmut Kohl gesandt mit dem Angebot die Oblast Kaliningrad für 40 Milliarden Deutsche Mark zu kaufen.

## Ehrungen
- Ehrendoktor der University of Nigeria
- Ehrendoktor der Immanuel-Kant-Universität Kaliningrad (30. November 1999)
- Goldenes Ehrenzeichen der Landsmannschaft Ostpreußen (2003)
- Preußenschild (2008)